# 罗斯·西摩
罗斯·西摩（英語：Ross Seymour，1953年12月22日—），澳大利亚男子游泳运动员。他曾代表澳大利亚参加1974年英联邦运动会游泳比赛，获得一枚银牌。他也曾参加1976年夏季奥林匹克运动会。